# Liste der Bodendenkmale in Bippen
In der Liste der Bodendenkmale in Bippen sind die Bodendenkmale der niedersächsischen Gemeinde Bippen aufgeführt. Die Quelle ist der Denkmalatlas Niedersachsen.
- Bitte beachten Sie, dass diese Liste keinen Anspruch auf Vollständigkeit erhebt.
- Die Angaben ersetzen nicht die rechtsverbindliche Auskunft der zuständigen Denkmalschutzbehörde.
- Es sind nur Daten aus dem Denkmalatlas verarbeitet.
- Der Stand der Liste ist der 13. Mai 2025.

Bippen im Landkreis Osnabrück

## Allgemein
In den Spalten finden sich folgende Informationen des Bodendenkmales:
| Lage         | geographische Koordinaten                                                           |
| Bezeichnung  | Bezeichnung lt. Denkmalatlas                                                        |
| Beschreibung | Beschreibung lt. Denkmalatlas                                                       |
| ID           | Objekt-ID                                                                           |
| Bild         | Bild, ggf. zusätzlich mit Link zu weiteren Fotos im Medienarchiv Wikimedia Commons. |

## Bippen
| Lage                       | Bezeichnung             | Beschreibung                                                                                             | ID       | Bild |
| -------------------------- | ----------------------- | --- | -------- | ---- |
| 52° 35′ 37″ N, 7° 45′ 9″ O | Bippen 12, Grabhügel    | Durchmesser ca. 22 m und Höhe ca. 1,8 m. Rund. Flache Kuppenmulde.                                       | 28947305 | BW   |
| 52° 35′ 36″ N, 7° 45′ 7″ O | Bippen 13, Grabhügel    | Durchmesser ca. 16 m und Höhe ca. 1,5 m. Rund. Rand abgesetzt. Tierbaue.                                 | 28947304 | BW   |
| 52° 34′ 0″ N, 7° 44′ 22″ O | Bippen 17, Grabhügel    | Durchmesser ca. 5 m und Höhe ca. 0,4 m. Rund. Rand abgesetzt.                                            | 28947302 | BW   |
| 52° 35′ 5″ N, 7° 44′ 23″ O | Bippen 25, Schalenstein | Granitfindling (L. 1,0 × 0,8 m; H. 1,4 m) mit ca. 45 Schälchen. Dm. der Schälchen 3 – 5 cm; T. bis 2 cm. | 28947301 | BW   |

### Bippen 9
- ID: 28947303
- Grabhügelgruppe aus ehemals sieben großen Grabhügeln. Davon erhalten drei Grabhügel von 14 – 20 m Dm. und 1,3 – 2 m H. Ein weiterer kleiner Hügel bei Begehung 2012 entdeckt. Erhalten sind demnach 4 Hügel. Lage der zerstörten Hügel nicht genau bekannt.

| Lage                        | Bezeichnung | Beschreibung | ID       | Bild |
| --------------------------- | ----------- | --- | -------- | ---- |
| 52° 35′ 32″ N, 7° 44′ 9″ O  | Bippen 14   | Durchmesser ca. 20 m und Höhe ca. 2 m. Rund. Rand abgesetzt. Kuppenmulde und weitere Eingrabungen im Hügelkörper. | 28985935 | BW   |
| 52° 35′ 28″ N, 7° 44′ 12″ O | Bippen 15   | Durchmesser ca. 15 m und Höhe ca. 2 m. Rund. Flach auslaufend. Tierbaue, Kuppenmulde.                             | 28985934 | BW   |
| 52° 35′ 26″ N, 7° 44′ 14″ O | Bippen 16   | Durchmesser ca. 14 m und Höhe ca. 1,3 m. Rund. Rand gut abgesetzt. Ausgeprägte Kuppenmulde.                       | 28985933 | BW   |
| 52° 35′ 29″ N, 7° 44′ 11″ O | Bippen 31   | Durchmesser ca. 10 m und Höhe ca. 0,5 m.                                                                          | 48767967 | BW   |

## Dalum
| Lage                        | Bezeichnung            | Beschreibung | ID       | Bild           |
| --------------------------- | ---------------------- | --- | -------- | -------------- |
| 52° 32′ 58″ N, 7° 44′ 18″ O | Dalum 1, Großsteingrab | „Lange Steinkammer in den Resten einer ursprünglich ovalen Einfassung. Die Kammer ist beschädigt. Ihre Richtung ist NW-SO. Der nordwestl. des Eingangs befindliche Teil ist einigermaßen erhalten geblieben. Zwei Trägersteine des in der Mitte der südwestlichen Langseite angelegten Einganges, die nischenbildend aus der Flucht verzogen sind, stehen in situ, desgleichen die nordwestl. anschließenden vier Träger dieser Langseite, der nordwestliche Abschlußstein und drei Tragsteine der nordwestlichen Langseite. Hier fehlt ein Träger. Der erste nordwestliche Deckstein ist ebenfalls in situ, zwei anschließende sind ebenso abgesunken wie der Deckstein neben dem Eingang. Die südöstliche Kammerhälfte ist schlechter erhalten. Lediglich zwei Trager der südwestlichen Langseite, davon der südöstliche in situ, und drei Decksteine sind vorhanden. Die lichte Weite der Kammer wird 15 m × 1,8 m betragen haben und bei den Nischen beiderseits des Einganges auf 2,7 m verbreitert gewesen sein. Die Umfassung, von der wenige Steine, alle umgefallen, erhalten sind, wird man als oval anzunehmen haben“. Von der ovalen Steineinfassung sind obertägig 7 Steine sichtbar. | 28946530 | Weitere Bilder |
| 52° 32′ 57″ N, 7° 44′ 34″ O | Dalum 8, Grabhügel     | Durchmesser ca. 19 m und Höhe ca. 0,5 m. Rund. Rand abgesetzt. In der Kuppe Findling sichtbar. Durch tiefe Pflanzungsfurchen beschädigt. | 28947300 | BW             |
| 52° 32′ 57″ N, 7° 45′ 2″ O  | Dalum 14, Grabhügel    | Durchmesser ca. 24 m und Höhe ca. 1,4 m. Rund. Rand abgesetzt. Beschädigung durch Militärfahrzeuge, mehrere größere Mulden und Furchen. Am Hügelfuß mehrere Findlinge abgelagert. | 28947299 | BW             |
| 52° 33′ 1″ N, 7° 45′ 10″ O  | Dalum 15, Grabhügel    | Durchmesser ca. 20 m und Höhe ca. 1,8 m. Rund. Rand sehr schlecht abgesetzt. Überpflügt. | 28947298 | BW             |
| 52° 32′ 58″ N, 7° 45′ 17″ O | Dalum 16, Grabhügel    | Durchmesser ca. 15 m und Höhe ca. 0,3 m. Rund. Flach auslaufend. Über den südwestl. Rand Rodungswall angeschoben. Oberfläche gestört. | 28947297 | BW             |
| 52° 33′ 1″ N, 7° 44′ 57″ O  | Dalum 17, Grabhügel    | Größe ca. 25 × 18 m und Höhe ca. 1,2 m. Oval. Kuppenmulde. | 28947296 | BW             |
| 52° 33′ 2″ N, 7° 45′ 34″ O  | Dalum 18, Grabhügel    | Durchmesser ca. 17 m und Höhe ca. 2 m. Rund. Rand gut abgesetzt. Im NW von Weg und im SW von Fahrspur angeschnitten. | 28947295 | BW             |
| 52° 33′ 1″ N, 7° 45′ 35″ O  | Dalum 19, Grabhügel    | Durchmesser ca. 15 m und Höhe ca. 1,4 m. Rund. Rand abgesetzt. Fahrspur in NNW-SSO-Orientierung. | 28947294 | BW             |
| 52° 32′ 53″ N, 7° 45′ 35″ O | Dalum 20, Grabhügel    | Durchmesser ca. 15 m und Höhe ca. 1,5 m. Rund. Rand abgesetzt. SW-Bereich von einem Weg angeschnitten. | 28947292 | BW             |
| 52° 32′ 54″ N, 7° 45′ 36″ O | Dalum 21, Grabhügel    | Durchmesser ca. 10 m und Höhe ca. 1 m. Rund. Rand abgesetzt. | 28947291 | BW             |
| 52° 32′ 55″ N, 7° 45′ 34″ O | Dalum 22, Grabhügel    | Durchmesser ca. 18 m und Höhe ca. 2 m. Rund. Rand abgesetzt. | 28947290 | BW             |
| 52° 32′ 55″ N, 7° 45′ 35″ O | Dalum 23, Grabhügel    | Durchmesser ca. 18 m und Höhe ca. 1,5 m. Rund. Rand abgesetzt. | 28947289 | BW             |
| 52° 33′ 16″ N, 7° 45′ 16″ O | Dalum 24, Grabhügel    | Durchmesser ca. 16 m und Höhe ca. 1,8 m. Rund. Rand abgesetzt. Ausgeprägte Kuppenmulde. | 28947288 | BW             |
| 52° 33′ 4″ N, 7° 44′ 34″ O  | Dalum 25, Grabhügel    | Durchmesser ca. 15 m und Höhe ca. 0,7 m. Rund. Rand schlecht abgesetzt. Durch Tiefpflügen stark zerstört, insbesondere an der S-Seite, auch tiefe Eingrabungen an den Flanken. | 28947287 | BW             |
| 52° 33′ 4″ N, 7° 44′ 35″ O  | Dalum 26, Grabhügel    | Durchmesser ca. 7 m und Höhe ca. 0,3 m. Rund. Rand schlecht abgesetzt. Von Pflugspuren überzogen. | 28947286 | BW             |
| 52° 32′ 52″ N, 7° 44′ 14″ O | Dalum 27, Grabhügel    | Durchmesser ca. 16 m und Höhe ca. 1 m. Rund. Rand auslaufend. Ausgeprägte Kuppenmulde. | 28947285 | BW             |
| 52° 32′ 20″ N, 7° 43′ 41″ O | Dalum 30, Grabhügel    | Durchmesser ca. 16 m und Höhe ca. 1 m. Rund. Rand auslaufend. Ausgeprägte Kuppenmulde. | 28947284 | BW             |
| 52° 32′ 29″ N, 7° 43′ 26″ O | Dalum 31, Grabhügel    | Durchmesser ca. 8 m und Höhe ca. 0,5 m. Rund. Rand auslaufend. | 28947283 | BW             |
| 52° 32′ 30″ N, 7° 43′ 25″ O | Dalum 32, Grabhügel    | Durchmesser ca. 11 m und Höhe ca. 0,8 m. Rund. Rand auslaufend. | 28947282 | BW             |
| 52° 32′ 32″ N, 7° 43′ 25″ O | Dalum 41, Grabhügel    | Durchmesser ca. 12 m und Höhe ca. 0,5 m. Rund. Rand schwach abgesetzt. Tierbaue. | 28947185 | BW             |
| 52° 32′ 36″ N, 7° 43′ 37″ O | Dalum 42, Grabhügel    | Durchmesser ca. 17 m und Höhe ca. 1,5 m. Rund. Rand gut abgesetzt, Kuppe etwas abgeflacht. | 28947184 | BW             |
| 52° 32′ 44″ N, 7° 43′ 48″ O | Dalum 43, Grabhügel    | Durchmesser ca. 14 m und Höhe ca. 1,9 m. Rund. Rand abgesetzt. Ausgeprägte Kuppenmulde im Zentrum. | 28947183 | BW             |
| 52° 32′ 44″ N, 7° 43′ 49″ O | Dalum 44, Grabhügel    | Größe ca. 15 × 11 m und Höhe ca. 2 m. Oval. Kuppenmulde. | 28947182 | BW             |
| 52° 32′ 45″ N, 7° 43′ 48″ O | Dalum 45, Grabhügel    | Durchmesser ca. 15 m und Höhe ca. 2,1 m. Rund. Rand abgesetzt. Kuppenmulde. | 28947181 | BW             |
| 52° 32′ 49″ N, 7° 43′ 41″ O | Dalum 46, Grabhügel    | Durchmesser ca. 7 m und Höhe ca. 0,5 m. Rund. Rand schwach abgesetzt. | 28947180 | BW             |
| 52° 32′ 50″ N, 7° 43′ 40″ O | Dalum 47, Grabhügel    | Durchmesser ca. 17 m und Höhe ca. 1,5 m. Unregelmäßig, nach S Gelände weiter abfallend. Tierbaue besonders im S-Bereich. | 28947179 | BW             |
| 52° 32′ 48″ N, 7° 43′ 43″ O | Dalum 48, Grabhügel    | Durchmesser ca. 7 m und Höhe ca. 0,5 m. Rund. Rand schwach abgesetzt. | 28947178 | BW             |
| 52° 32′ 49″ N, 7° 43′ 53″ O | Dalum 49, Grabhügel    | Durchmesser ca. 16 m und Höhe ca. 1,8 m. Rund. Rand abgesetzt. Nördöstl. Drittel weggeschoben. Rest mit Pflugspuren durchzogen. Tierbaue. | 28947177 | BW             |
| 52° 32′ 49″ N, 7° 43′ 51″ O | Dalum 50, Grabhügel    | Durchmesser ca. 11 m und Höhe ca. 1 m. Rund. Rand gut abgesetzt. Ausgeprägte Kuppenmulde von 2 × 2 m und 0,8 m T., Tierbaue. | 28947176 | BW             |
| 52° 32′ 51″ N, 7° 43′ 50″ O | Dalum 51, Grabhügel    | Durchmesser ca. 14 m und Höhe ca. 1,3 m. Rund. Rand schwach abgesetzt. Von Pflugspuren überzogen. | 28947175 | BW             |
| 52° 33′ 7″ N, 7° 43′ 2″ O   | Dalum 52, Grabhügel    | Durchmesser ca. 12 m und Höhe ca. 0,8 m. Rund. Rand schwach abgesetzt. Kuppenmulde, in der W-Hälfte mehrere Vertiefungen. | 28947174 | BW             |
| 52° 32′ 56″ N, 7° 45′ 33″ O | Dalum 61, Grabhügel    | Durchmesser ca. 18 m und Höhe ca. 1 m. Rund. Rand abgesetzt. | 28947172 | BW             |
| 52° 33′ 1″ N, 7° 44′ 55″ O  | Dalum 62, Grabhügel    | Durchmesser ca. 11 m und Höhe ca. 1 m. Rund. | 28947171 | BW             |
| 52° 33′ 1″ N, 7° 45′ 33″ O  | Dalum 63, Grabhügel    | Durchmesser ca. 11 m und Höhe ca. 1,2 m. Rund. Hochgewölbt, Rand abgesetzt. | 28947170 | BW             |
| 52° 33′ 1″ N, 7° 45′ 33″ O  | Dalum 64, Grabhügel    | Durchmesser ca. 7 m und Höhe ca. 0,5 m. Rund. | 28947169 | BW             |
| 52° 32′ 55″ N, 7° 44′ 39″ O | Dalum 67, Grabhügel    | Durchmesser ca. 14 m und Höhe ca. 0,8 m. Rund. | 28947168 | BW             |
| 52° 32′ 40″ N, 7° 43′ 42″ O | Dalum 73, Grabhügel    | Durchmesser ca. 17 m und Höhe ca. 1,5 m. Unregelmäßig, nach S Gelände weiter abfallend. Tierbaue besonders im S-Bereich. | 28956827 | BW             |

## Hartlage
| Lage                        | Bezeichnung           | Beschreibung | ID       | Bild |
| --------------------------- | --------------------- | --- | -------- | ---- |
| 52° 33′ 39″ N, 7° 42′ 38″ O | Hartlage 1, Grabhügel | Durchmesser ca. 10 m und Höhe ca. 0,5 m. Rund. Flach gewölbt. Tierbaue.                                                                     | 28947167 | BW   |
| 52° 33′ 39″ N, 7° 42′ 39″ O | Hartlage 2, Grabhügel | Durchmesser ca. 6 m und Höhe ca. 0,4 m. Fast rund. Flach gewölbt.                                                                           | 28947166 | BW   |
| 52° 33′ 36″ N, 7° 42′ 43″ O | Hartlage 3, Grabhügel | Durchmesser ca. 16 m und Höhe ca. 1,6 m. Rund. Rand abgesetzt. Flache Kuppenmulde.                                                          | 28947165 | BW   |
| 52° 33′ 59″ N, 7° 43′ 6″ O  | Hartlage 4, Grabhügel | Durchmesser ca. 12 m und Höhe ca. 0,6 m. Rund. Westl. Randbereich flach auslaufend. In der Kuppe mehrere kleine Vertiefungen, Tierbaue.     | 28947164 | BW   |
| 52° 34′ 0″ N, 7° 43′ 5″ O   | Hartlage 5, Grabhügel | Durchmesser ca. 8 m und Höhe ca. 0,7 m. Rund. Rand abgesetzt.                                                                               | 28947163 | BW   |
| 52° 34′ 0″ N, 7° 43′ 5″ O   | Hartlage 6, Grabhügel | Durchmesser ca. 13 m und Höhe ca. 1,2 m. Rund. Rand gut abgesetzt. Vom Weg an der N-Seite angeschnitten. Ausgeprägte Kuppenmulde, Tierbaue. | 28947162 | BW   |
| 52° 33′ 58″ N, 7° 43′ 4″ O  | Hartlage 7, Grabhügel | Größe ca. 13 × 8,5 m und Höhe ca. 0,8 m. Oval. Rand abgesetzt. Tierbaue und mehrere Eingrabungen.                                           | 28947161 | BW   |
| 52° 33′ 58″ N, 7° 43′ 8″ O  | Hartlage 8, Grabhügel | Durchmesser ca. 11 m und Höhe ca. 0,3 m. Rund. Rand auslaufend. Tierbaue.                                                                   | 28947160 | BW   |
| 52° 33′ 57″ N, 7° 43′ 5″ O  | Hartlage 9, Grabhügel | Durchmesser ca. 9 m und Höhe ca. 0,5 m. Rund. Rand abgesetzt.                                                                               | 28947159 | BW   |

## Klein Bokern
| Lage                        | Bezeichnung                                  | Beschreibung | ID       | Bild |
| --------------------------- | -------------------------------------------- | --- | -------- | ---- |
| 52° 32′ 20″ N, 7° 45′ 38″ O | Klein Bokern 2, Großsteingrab                | Größe ca. 6 × 4 m. Vom Grab sind nur 6 Decksteine und 2 Träger sichtbar. Rest unterirdisch. (Sprockhoff Nr. 888) | 28947158 | BW   |
| 52° 33′ 23″ N, 7° 45′ 16″ O | Klein Bokern 4, Grabhügel                    | Durchmesser ca. 16 m und Höhe ca. 1,5 m. Fast rund. Gestörter Gesamteindruck. Nordwestlicher und östlicher Randbereich abgetragen. Flache Oberflächenmulden.                                                              | 28947157 | BW   |
| 52° 32′ 51″ N, 7° 45′ 37″ O | Klein Bokern 5, Grabhügel                    | Durchmesser ca. 11 m und Höhe ca. 0,8 m. Rund. In der Kuppe ausgeprägte Mulde von 2 × 3 m Fläche und 0,6 m T. | 28947156 | BW   |
| 52° 32′ 50″ N, 7° 45′ 37″ O | Klein Bokern 6, Grabhügel                    | Durchmesser ca. 13 m und Höhe ca. 0,8 m. Rund. Rand abgesetzt. Kuppenmulde, durch Neuaufforstung gestört. | 28947155 | BW   |
| 52° 32′ 15″ N, 7° 45′ 26″ O | Klein Bokern 7, Grabhügel                    | Durchmesser ca. 20 m und Höhe ca. 1,8 m. Rund. Rand im S und W abgesetzt, sonst flach auslaufend. NO-Bereich durch Eingrabung gestört. Am nordwestl. Rand Eintrichterung von 3,5 × 3,5 m Dm. und 0,7 m T.                 | 28947154 | BW   |
| 52° 32′ 17″ N, 7° 45′ 25″ O | Klein Bokern 8, Grabhügel                    | Durchmesser ca. 12 m und Höhe ca. 1,3 m. Rund. Rand im S, O und W gut abgesetzt. N-Bereich durch mehrere Eingrabungen zerstört.                                                                                           | 28947063 | BW   |
| 52° 33′ 6″ N, 7° 46′ 27″ O  | Klein Bokern 17, Grabhügel                   | Durchmesser ca. 12 m und Höhe ca. 0,5 m. Rund. Tierbaue. | 28947062 | BW   |
| 52° 33′ 5″ N, 7° 46′ 28″ O  | Klein Bokern 18, Grabhügel                   | Durchmesser ca. 10 m und Höhe ca. 0,4 m. Rund. | 28947061 | BW   |
| 52° 33′ 4″ N, 7° 46′ 28″ O  | Klein Bokern 19, Grabhügel                   | Durchmesser ca. 8,5 m und Höhe ca. 0,4 m. Fast rund. Südöstl. Rand durch Weg angeschnitten. | 28947060 | BW   |
| 52° 32′ 23″ N, 7° 45′ 40″ O | Klein Bokern 23, Grabhügel (Der Rautersberg) | Durchmesser ca. 10 m und Höhe ca. 0,7 m. Rundoval, in O-W-Orientierung. Form offensichtlich durch Raub- und zusätzliche Abgrabung verändert. In der Mitte längliche, ca. 1,5 m breite Eingrabung, T. ca. 0,6 m. Tierbaue. | 28947059 | BW   |

## Lonnerbecke
| Lage                       | Bezeichnung                    | Beschreibung | ID       | Bild |
| -------------------------- | ------------------------------ | --- | -------- | ---- |
| 52° 33′ 5″ N, 7° 42′ 57″ O | Lonnerbecke 1, Grabhügel       | Durchmesser ca. 10 m und Höhe ca. 1,3 m. Rund. Rand auslaufend. Von Pflugspuren überzogen, in der Kuppe eine Mulde, Tierbaue. | 28947058 | BW   |
| 52° 33′ 1″ N, 7° 39′ 56″ O | Lonnerbecke 2, Rittergut Lonne | Die alte Wasserburg war ursprünglich von drei Gräften und Ringwällen umgeben. Eine Karte aus dem 17. Jh. zeigt die Burg als Steinwerk mit Treppengiebel, daneben stehen vermutlich eine Kapelle und ein Wirtschaftsgebäude. Die Gebäude der Vorburg umgeben halbkreisförmig den äußeren Graben. Von den Wassergräben ist nur noch der mittlere in seinem Westteil erhalten. Vermutlich in der 2. Hälfte des 14. Jhs. als Burgmannssitz angelegt. Über die Bauentwicklung der ursprünglichen Burg ist nichts bekannt. | 28946291 | BW   |
| 52° 32′ 36″ N, 7° 40′ 7″ O | Lonnerbecke 3, Grabhügel       | Durchmesser ca. 15 m und Höhe ca. 1,2 m. Rund. Auf der Kuppe eine Mulde von ca. 2 m Dm. | 28947057 | BW   |

## Ohrte
| Lage                        | Bezeichnung                   | Beschreibung | ID       | Bild |
| --------------------------- | ----------------------------- | --- | -------- | ---- |
| 52° 36′ 49″ N, 7° 41′ 39″ O | Ohrte 2, Grabhügel            | Durchmesser ca. 21 m und Höhe ca. 1,8 m. Rund. Flache kleine Kuppenmulde und kleine Eingrabungen im NO, sonst ungestört. Gleichmäßig gewölbt, Rand abgesetzt. | 28947056 | BW   |
| 52° 36′ 37″ N, 7° 40′ 58″ O | Ohrte 3, Grabhügel            | Durchmesser ca. 11 m und Höhe ca. 0,9 m. Rund. Rand abgesetzt, gut erhalten. | 28947055 | BW   |
| 52° 36′ 41″ N, 7° 41′ 8″ O  | Ohrte 4, Grabhügel            | Durchmesser ca. 14 m und Höhe ca. 1 m. Rund. Gut erhalten. Der Hügelfuß ist im N, S und W leicht angepflügt durch Pflanzfurchen für eine Fichtenaufforstung. | 28947054 | BW   |
| 52° 36′ 37″ N, 7° 41′ 34″ O | Ohrte 6, Grabhügel            | Durchmesser ca. 18 m und Höhe ca. 1,6 m. Rund. Im W von Waldweg angeschnitten, sonst gut erhalten. | 28947053 | BW   |
| 52° 36′ 42″ N, 7° 41′ 42″ O | Ohrte 7, Grabhügel            | Durchmesser ca. 17 m und Höhe ca. 1 m. Rund. SO-Drittel durch Sandentnahme abgetragen. | 28947052 | BW   |
| 52° 36′ 23″ N, 7° 40′ 56″ O | Ohrte 8, Grabhügel            | Durchmesser ca. 14 m und Höhe ca. 1,1 m. Fast rund. Dm. 14 m, H. 1,1 m. In SSW-NNO-Orientierung Fahrspuren. | 28947051 | BW   |
| 52° 36′ 45″ N, 7° 40′ 35″ O | Ohrte 11, Grabhügel           | Durchmesser ca. 16 m und Höhe ca. 1,1 m. Annähernd rund. Rand auslaufend; von Pflanzfurchen in O-W-Orientierung überzogen, sonst ungestört. | 28947050 | BW   |
| 52° 35′ 52″ N, 7° 42′ 30″ O | Ohrte 12, Grabhügel           | Durchmesser ca. 15 m und Höhe ca. 1,3 m. Rund. In der Kuppe eine rechteckige Eingrabung von 2 × 1,4 m, T. ca. 1,4 m. | 28947049 | BW   |
| 52° 36′ 40″ N, 7° 40′ 55″ O | Ohrte 13, Grabhügel           | Durchmesser ca. 17 m und Höhe ca. 1,2 m. Rund. Von Pflanzfurchen überzogen, sonst ungestört. | 28947048 | BW   |
| 52° 36′ 42″ N, 7° 41′ 39″ O | Ohrte 103, Grabhügel          | Durchmesser ca. 16 m und Höhe ca. 1 m. Rund. Rand abgesetzt. Von Pflanzfurchen in N-S-Orientierung überzogen; Tierbaue (Kaninchen). | 28946678 | BW   |
| 52° 36′ 44″ N, 7° 41′ 35″ O | Ohrte 104, Grabhügel          | Durchmesser ca. 20 m und Höhe ca. 1,7 m. Rund. Gleichmäßig gewölbt, Rand gut abgesetzt. Von Pflanzfurchen in N-S-Orientierung überzogen, sonst ungestört. | 28946677 | BW   |
| 52° 36′ 35″ N, 7° 41′ 32″ O | Ohrte 106, Grabhügel          | Durchmesser ca. 12 m und Höhe ca. 0,6 m. Rund. Von Pflanzfurchen überzogen. | 28946676 | BW   |
| 52° 36′ 32″ N, 7° 40′ 50″ O | Ohrte 108, Grabhügel          | Durchmesser ca. 7 m und Höhe ca. 0,5 m. Rund. Im südl. Bereich an Pflanzfurche grenzend. | 28946675 | BW   |
| 52° 34′ 56″ N, 7° 40′ 5″ O  | Ohrte 111, Wall (Ohrter Fang) | Rest einer ehemals hufeisenförmigen, nach O geöffneten Wallanlage. Wall in bogenförmigem Verlauf mit unregelmäßigem, dachförmigem Querschnitt. H. 2 – 6 m, Sohl-Br. bis 40 m, Gesamt-L. 300 m; N-Seite steil, S-Seite flacher geböscht. Kleinere Störungen durch Sandentnahme und Tierbaue. | 28946531 | BW   |
| 52° 36′ 30″ N, 7° 40′ 56″ O | Ohrte 114, Grabhügel          | Durchmesser ca. 15 m und Höhe ca. 1 m. Rund. Tierbaue. Im östl. Bereich Eingrabung 2 × 1,5 m, T. 0,4 m. | 28946674 | BW   |

### Ohrte 16
- ID: 28947047
- Grabhügelfeld mit insgesamt 86 Grabhügeln, darunter 2 Langhügel sowie ein Grabhügel mit umgebendem Schlüssellochgraben. Dm. 2,5 – 11 m, H. 0,25 – 1,2 m.

| Lage                        | Bezeichnung | Beschreibung | ID       | Bild |
| --------------------------- | ----------- | --- | -------- | ---- |
| 52° 36′ 34″ N, 7° 41′ 10″ O | Ohrte 16    | Durchmesser ca. 3 m und Höhe ca. 0,3 m. Rund. | 28947046 | BW   |
| 52° 36′ 33″ N, 7° 41′ 10″ O | Ohrte 17    | Durchmesser ca. 5,5 m und Höhe ca. 0,4 m. Rund. | 28947045 | BW   |
| 52° 36′ 33″ N, 7° 41′ 11″ O | Ohrte 18    | Durchmesser ca. 7 m und Höhe ca. 0,6 m. Rund. | 28947044 | BW   |
| 52° 36′ 33″ N, 7° 41′ 12″ O | Ohrte 19    | Durchmesser ca. 7 m und Höhe ca. 0,7 m. Rund. | 28947043 | BW   |
| 52° 36′ 33″ N, 7° 41′ 12″ O | Ohrte 20    | Durchmesser ca. 3 m und Höhe ca. 0,2 m. Rund. | 28947042 | BW   |
| 52° 36′ 33″ N, 7° 41′ 12″ O | Ohrte 21    | Durchmesser ca. 3 m und Höhe ca. 0,3 m. Rund. | 28947041 | BW   |
| 52° 36′ 33″ N, 7° 41′ 11″ O | Ohrte 22    | Durchmesser ca. 2 m und Höhe ca. 0,25 m. Rund. | 28947040 | BW   |
| 52° 36′ 33″ N, 7° 41′ 10″ O | Ohrte 23    | Durchmesser ca. 5 m und Höhe ca. 0,5 m. Rund. | 28947039 | BW   |
| 52° 36′ 33″ N, 7° 41′ 10″ O | Ohrte 24    | Durchmesser ca. 4 m und Höhe ca. 0,4 m. Rund. Im W von Waldweg angeschnitten.                                                                                                   | 28947038 | BW   |
| 52° 36′ 33″ N, 7° 41′ 10″ O | Ohrte 25    | Durchmesser ca. 6 m und Höhe ca. 0,6 m. Rund. Rand gut abgesetzt. | 28947037 | BW   |
| 52° 36′ 32″ N, 7° 41′ 9″ O  | Ohrte 26    | Durchmesser ca. 3,5 m und Höhe ca. 0,3 m. Rund. Oberfläche gestört. | 28947036 | BW   |
| 52° 36′ 32″ N, 7° 41′ 9″ O  | Ohrte 27    | Durchmesser ca. 4 m und Höhe ca. 0,3 m. Rund. | 28947035 | BW   |
| 52° 36′ 33″ N, 7° 41′ 8″ O  | Ohrte 28    | Durchmesser ca. 4 m und Höhe ca. 0,4 m. Rund. | 28947034 | BW   |
| 52° 36′ 33″ N, 7° 41′ 7″ O  | Ohrte 29    | Durchmesser ca. 5 m und Höhe ca. 0,3 m. Rund. | 28947033 | BW   |
| 52° 36′ 33″ N, 7° 41′ 7″ O  | Ohrte 30    | Durchmesser ca. 6 m und Höhe ca. 0,5 m. Rund. | 28947032 | BW   |
| 52° 36′ 32″ N, 7° 41′ 8″ O  | Ohrte 31    | Durchmesser ca. 4,5 m und Höhe ca. 0,3 m. Rund. Durch Tierbaue stark gestört.                                                                                                   | 28946939 | BW   |
| 52° 36′ 32″ N, 7° 41′ 9″ O  | Ohrte 32    | Durchmesser ca. 5 m und Höhe ca. 0,4 m. Rund. | 28946938 | BW   |
| 52° 36′ 32″ N, 7° 41′ 8″ O  | Ohrte 33    | Durchmesser ca. 5 m und Höhe ca. 0,4 m. Rund. | 28946937 | BW   |
| 52° 36′ 32″ N, 7° 41′ 7″ O  | Ohrte 34    | Durchmesser ca. 5 m und Höhe ca. 0,3 m. Rund. | 28946936 | BW   |
| 52° 36′ 32″ N, 7° 41′ 8″ O  | Ohrte 35    | Durchmesser ca. 6 m und Höhe ca. 0,4 m. Rund. | 28946935 | BW   |
| 52° 36′ 31″ N, 7° 41′ 9″ O  | Ohrte 36    | Durchmesser ca. 6 m und Höhe ca. 0,5 m. Rund. Hügelfuß im O durch Waldweg angeschnitten. Tierbaue.                                                                              | 28946934 | BW   |
| 52° 36′ 31″ N, 7° 41′ 8″ O  | Ohrte 37    | Durchmesser ca. 6 m und Höhe ca. 0,5 m. Rund. | 28946933 | BW   |
| 52° 36′ 31″ N, 7° 41′ 8″ O  | Ohrte 38    | Größe ca. 11,5 × 5,5 m und Höhe ca. 0,4 m. Mit umgebendem Schlüssellochgraben. Oberfläche tw. gestört.                                                                          | 28946932 | BW   |
| 52° 36′ 31″ N, 7° 41′ 9″ O  | Ohrte 39    | Durchmesser ca. 7 m und Höhe ca. 0,5 m. Rund. Im O von Waldweg angeschnitten.                                                                                                   | 28946931 | BW   |
| 52° 36′ 31″ N, 7° 41′ 10″ O | Ohrte 40    | Durchmesser ca. 5 m und Höhe ca. 0,3 m. Rund. | 28946930 | BW   |
| 52° 36′ 31″ N, 7° 41′ 9″ O  | Ohrte 41    | Durchmesser ca. 4 m und Höhe ca. 0,3 m. Rund. Oberfläche gestört. | 28946929 | BW   |
| 52° 36′ 30″ N, 7° 41′ 9″ O  | Ohrte 42    | Durchmesser ca. 4 m und Höhe ca. 0,3 m. Rund. Im SO durch Abgrabung gestört. | 28946928 | BW   |
| 52° 36′ 30″ N, 7° 41′ 9″ O  | Ohrte 43    | Durchmesser ca. 4 m und Höhe ca. 0,4 m. Rund. Im W von Waldweg angeschnitten.                                                                                                   | 28946927 | BW   |
| 52° 36′ 34″ N, 7° 41′ 8″ O  | Ohrte 44    | Durchmesser ca. 6 m und Höhe ca. 0,6 m. Rund. | 28946926 | BW   |
| 52° 36′ 34″ N, 7° 41′ 8″ O  | Ohrte 45    | Durchmesser ca. 5 m und Höhe ca. 0,4 m. Rund. | 28946925 | BW   |
| 52° 36′ 34″ N, 7° 41′ 8″ O  | Ohrte 46    | Durchmesser ca. 5 m und Höhe ca. 0,4 m. Rund. | 28946924 | BW   |
| 52° 36′ 34″ N, 7° 41′ 7″ O  | Ohrte 47    | Durchmesser ca. 4 m und Höhe ca. 0,5 m. Rund. | 28946923 | BW   |
| 52° 36′ 34″ N, 7° 41′ 8″ O  | Ohrte 48    | Durchmesser ca. 3 m und Höhe ca. 0,3 m. Rund. | 28946922 | BW   |
| 52° 36′ 34″ N, 7° 41′ 7″ O  | Ohrte 49    | Durchmesser ca. 11 m und Höhe ca. 1 m. Rund. Rand gut abgesetzt. | 28946921 | BW   |
| 52° 36′ 34″ N, 7° 41′ 7″ O  | Ohrte 50    | Durchmesser ca. 11 m und Höhe ca. 1,2 m. Rund. Rand gut abgesetzt. Im N von Graben leicht angeschnitten. Tierbau, sonst ungestört.                                              | 28946920 | BW   |
| 52° 36′ 35″ N, 7° 41′ 6″ O  | Ohrte 51    | Durchmesser ca. 4 m und Höhe ca. 0,2 m. Rund. Im S von Waldweg angeschnitten.                                                                                                   | 28946919 | BW   |
| 52° 36′ 35″ N, 7° 41′ 7″ O  | Ohrte 52    | Durchmesser ca. 4 m und Höhe ca. 0,3 m. Rund. | 28946918 | BW   |
| 52° 36′ 35″ N, 7° 41′ 8″ O  | Ohrte 53    | Durchmesser ca. 6 m und Höhe ca. 0,6 m. Rund. | 28946917 | BW   |
| 52° 36′ 36″ N, 7° 41′ 8″ O  | Ohrte 54    | Durchmesser ca. 3,5 m und Höhe ca. 0,2 m. Rund. | 28946916 | BW   |
| 52° 36′ 36″ N, 7° 41′ 8″ O  | Ohrte 55    | Durchmesser ca. 3 m und Höhe ca. 0,3 m. Rund. | 28946915 | BW   |
| 52° 36′ 34″ N, 7° 41′ 9″ O  | Ohrte 56    | Durchmesser ca. 4 m und Höhe ca. 0,3 m. Rund. | 28946914 | BW   |
| 52° 36′ 36″ N, 7° 41′ 9″ O  | Ohrte 57    | Durchmesser ca. 8,5 m und Höhe ca. 0,7 m. Rund. Rand gut abgesetzt. | 28946913 | BW   |
| 52° 36′ 35″ N, 7° 41′ 9″ O  | Ohrte 58    | Durchmesser ca. 4 m und Höhe ca. 0,3 m. Rund. Im S von Graben angeschnitten. | 28946912 | BW   |
| 52° 36′ 35″ N, 7° 41′ 9″ O  | Ohrte 59    | Durchmesser ca. 5 m und Höhe ca. 0,5 m. Rund. | 28946911 | BW   |
| 52° 36′ 35″ N, 7° 41′ 10″ O | Ohrte 60    | Durchmesser ca. 4 m und Höhe ca. 0,4 m. Rund. | 28946910 | BW   |
| 52° 36′ 35″ N, 7° 41′ 10″ O | Ohrte 61    | Durchmesser ca. 10 m und Höhe ca. 0,9 m. Rund. Rand gut abgesetzt. | 28946909 | BW   |
| 52° 36′ 36″ N, 7° 41′ 10″ O | Ohrte 62    | Durchmesser ca. 7 m und Höhe ca. 0,6 m. Rund. Rand gut abgesetzt. | 28946908 | BW   |
| 52° 36′ 36″ N, 7° 41′ 10″ O | Ohrte 63    | Durchmesser ca. 4 m und Höhe ca. 0,4 m. Rund. | 28946812 | BW   |
| 52° 36′ 36″ N, 7° 41′ 9″ O  | Ohrte 64    | Durchmesser ca. 11 m und Höhe ca. 0,8 m. Rund. Rand gut abgesetzt. Tierbaue. | 28946810 | BW   |
| 52° 36′ 36″ N, 7° 41′ 8″ O  | Ohrte 65    | Durchmesser ca. 10 m und Höhe ca. 0,7 m. Rund. Im SW etwas abgetragen. | 28946809 | BW   |
| 52° 36′ 36″ N, 7° 41′ 9″ O  | Ohrte 66    | Größe ca. 5 × 3 m und Höhe ca. 0,5 m. Oval. | 28946808 | BW   |
| 52° 36′ 37″ N, 7° 41′ 9″ O  | Ohrte 67    | Größe ca. 51 × 3,5 m und Höhe ca. 0,5 m. Langhügel. Am S-Ende von 2 tiefen Pflanzfurchen in O-W-Orientierung gestört.                                                           | 28946807 | BW   |
| 52° 36′ 37″ N, 7° 41′ 10″ O | Ohrte 68    | Durchmesser ca. 6 m und Höhe ca. 0,6 m. Rund. Im O von Waldweg angeschnitten.                                                                                                   | 28946806 | BW   |
| 52° 36′ 37″ N, 7° 41′ 10″ O | Ohrte 69    | Durchmesser ca. 3,5 m und Höhe ca. 0,2 m. Rund. | 28946805 | BW   |
| 52° 36′ 38″ N, 7° 41′ 11″ O | Ohrte 70    | Durchmesser ca. 10 m und Höhe ca. 0,8 m. Rund. Sehr gut erhalten, ungestört. Rand gut abgesetzt.                                                                                | 28946804 | BW   |
| 52° 36′ 38″ N, 7° 41′ 10″ O | Ohrte 71    | Durchmesser ca. 7 m und Höhe ca. 0,7 m. Rund. Rand gut abgesetzt. | 28946803 | BW   |
| 52° 36′ 34″ N, 7° 41′ 9″ O  | Ohrte 72    | Durchmesser ca. 7 m und Höhe ca. 0,6 m. Rund. | 28946802 | BW   |
| 52° 36′ 34″ N, 7° 41′ 9″ O  | Ohrte 73    | Größe ca. 13 × 7 m und Höhe ca. 0,8 m. Oval. | 28946801 | BW   |
| 52° 36′ 34″ N, 7° 41′ 9″ O  | Ohrte 74    | Durchmesser ca. 3 m und Höhe ca. 0,2 m. Rund. | 28946800 | BW   |
| 52° 36′ 33″ N, 7° 41′ 9″ O  | Ohrte 75    | Durchmesser ca. 5 m und Höhe ca. 0,4 m. Rund. Im O von Waldweg angeschnitten.                                                                                                   | 28946799 | BW   |
| 52° 36′ 33″ N, 7° 41′ 9″ O  | Ohrte 76    | Durchmesser ca. 4 m und Höhe ca. 0,3 m. Rund. | 28946798 | BW   |
| 52° 36′ 33″ N, 7° 41′ 9″ O  | Ohrte 77    | Durchmesser ca. 4 m und Höhe ca. 0,3 m. Rund. | 28946797 | BW   |
| 52° 36′ 33″ N, 7° 41′ 9″ O  | Ohrte 78    | Durchmesser ca. 3 m und Höhe ca. 0,3 m. Rund. Oberfläche gestört. | 28946796 | BW   |
| 52° 36′ 34″ N, 7° 41′ 10″ O | Ohrte 79    | Durchmesser ca. 6 m und Höhe ca. 0,5 m. Rund. Von Pflanzfurchen in O-W-Orientierung überzogen.                                                                                  | 28946795 | BW   |
| 52° 36′ 34″ N, 7° 41′ 11″ O | Ohrte 80    | Durchmesser ca. 6 m und Höhe ca. 0,5 m. Rund. Von Pflanzfurchen in O-W-Orientierung überzogen.                                                                                  | 28946794 | BW   |
| 52° 36′ 34″ N, 7° 41′ 10″ O | Ohrte 81    | Durchmesser ca. 5 m und Höhe ca. 0,3 m. Rund. Im W von Waldweg angeschnitten.                                                                                                   | 28946793 | BW   |
| 52° 36′ 34″ N, 7° 41′ 11″ O | Ohrte 82    | Größe ca. 4 × 3 m und Höhe ca. 0,3 m. Oval. | 28946792 | BW   |
| 52° 36′ 34″ N, 7° 41′ 12″ O | Ohrte 83    | Durchmesser ca. 6 m und Höhe ca. 0,5 m. Rund. Rand gut abgesetzt. | 28946791 | BW   |
| 52° 36′ 34″ N, 7° 41′ 12″ O | Ohrte 84    | Durchmesser ca. 3,5 m und Höhe ca. 0,2 m. Rund. | 28946790 | BW   |
| 52° 36′ 34″ N, 7° 41′ 12″ O | Ohrte 85    | Durchmesser ca. 6 m und Höhe ca. 0,6 m. Rund. | 28946789 | BW   |
| 52° 36′ 34″ N, 7° 41′ 6″ O  | Ohrte 86    | Größe ca. 32 × 7,5 m und Höhe ca. 0,5 m. Langhügel in N-S-Orientierung. Im Mittelbereich durch einen in O-W-Orientierung verlaufenden Waldweg mit beidseitigem Graben zerstört. | 28946788 | BW   |
| 52° 36′ 35″ N, 7° 41′ 7″ O  | Ohrte 87    | Durchmesser ca. 4,5 m und Höhe ca. 0,3 m. Rund. | 28946787 | BW   |
| 52° 36′ 35″ N, 7° 41′ 8″ O  | Ohrte 88    | Durchmesser ca. 3,5 m und Höhe ca. 0,3 m. Rund. | 28946786 | BW   |
| 52° 36′ 35″ N, 7° 41′ 9″ O  | Ohrte 89    | Durchmesser ca. 5 m und Höhe ca. 0,3 m. Rund. | 28946785 | BW   |
| 52° 36′ 36″ N, 7° 41′ 10″ O | Ohrte 90    | Durchmesser ca. 5,5 m und Höhe ca. 0,3 m. Rund. | 28946784 | BW   |
| 52° 36′ 37″ N, 7° 41′ 11″ O | Ohrte 91    | Durchmesser ca. 6 m und Höhe ca. 0,45 m. Rund. | 28946783 | BW   |
| 52° 36′ 37″ N, 7° 41′ 10″ O | Ohrte 92    | Durchmesser ca. 5 m und Höhe ca. 0,4 m. Rund. | 28946782 | BW   |
| 52° 36′ 38″ N, 7° 41′ 10″ O | Ohrte 93    | Durchmesser ca. 4,5 m und Höhe ca. 0,3 m. Rund. | 28946781 | BW   |
| 52° 36′ 38″ N, 7° 41′ 10″ O | Ohrte 94    | Durchmesser ca. 7 m und Höhe ca. 0,5 m. Rund. | 28946811 | BW   |
| 52° 36′ 38″ N, 7° 41′ 11″ O | Ohrte 95    | Durchmesser ca. 5,5 m und Höhe ca. 0,35 m. Rund. | 28946685 | BW   |
| 52° 36′ 37″ N, 7° 41′ 12″ O | Ohrte 96    | Durchmesser ca. 8 m und Höhe ca. 0,7 m. Rund. | 28946684 | BW   |
| 52° 36′ 37″ N, 7° 41′ 12″ O | Ohrte 97    | Durchmesser ca. 5 m und Höhe ca. 0,5 m. Annähernd rund. | 28946683 | BW   |
| 52° 36′ 37″ N, 7° 41′ 11″ O | Ohrte 98    | Durchmesser ca. 5,5 m und Höhe ca. 0,3 m. Rund. Kuppe etwas abgeflacht. | 28946682 | BW   |
| 52° 36′ 34″ N, 7° 41′ 12″ O | Ohrte 99    | Durchmesser ca. 4 m und Höhe ca. 0,3 m. Rund. Von Pflanzfurchen in O-W-Orientierung überzogen.                                                                                  | 28946681 | BW   |
| 52° 36′ 34″ N, 7° 41′ 11″ O | Ohrte 100   | Durchmesser ca. 5 m und Höhe ca. 0,3 m. Rund. In O-W-Orientierung von Pflanzfurchen überzogen.                                                                                  | 28946680 | BW   |
| 52° 36′ 33″ N, 7° 41′ 12″ O | Ohrte 101   | Durchmesser ca. 3 m und Höhe ca. 0,3 m. Rund. | 28946679 | BW   |

## Restrup
| Lage                        | Bezeichnung              | Beschreibung | ID       | Bild           |
| --------------------------- | ------------------------ | --- | -------- | -------------- |
| 52° 34′ 28″ N, 7° 46′ 30″ O | Restrup 7, Großsteingrab | Große Steinkammer in nahezu ostwestlicher Richtung. Der Träger der östlichen Schmalseite steht in situ, sein Gegenüber ist etwas nach innen geneigt. Fünf von sechs ursprünglich vorhandengewesenen Tragsteinen der nördlichen Langseite stehen in situ. Auf der Südseite sind nur noch vier Träger vorhanden, deren drei östliche in situ stehen. Von vier erhaltenen Decksteinen liegen die beiden östlichen noch auf, wenn auch der östliche zerbrochen ist. Der dritte Deckstein von Westen ist gesprengt und nur zur Hälfte erhalten. Er dürfte besonders groß gewesen sein und den in der Mitte der Südseite angenommenen Eingang überdeckt haben, der wohl aus zwei vorspringenden Trägern, die dann im Innern Nischen freigelassen haben, gebildet wird, wie die Rekonstruktion annimmt. Die lichte Weite beträgt 9 m × 1,8 m bzw. 2 m. Das Grab steckt noch ziemlich tief in einem Hügel. Es wird von einem neueren viereckigen Erdwall umgeben. (Sprockhoff Nr. 886) | 28946667 | Weitere Bilder |
| 52° 34′ 44″ N, 7° 46′ 53″ O | Restrup 8, Grabhügel     | Durchmesser ca. 14 m und Höhe ca. 1,4 m. Rund. Rand auslaufend. Durch Pflanzfurchen und Tierbaue gestörter Gesamteindruck. | 28946666 | BW             |
| 52° 34′ 45″ N, 7° 46′ 55″ O | Restrup 9, Grabhügel     | Durchmesser ca. 22 m und Höhe ca. 1,8 m. Rund. Flache Kuppenmulde. | 28946665 | BW             |
| 52° 34′ 28″ N, 7° 46′ 29″ O | Restrup 11, Schalenstein | Granitfindling, in dessen Oberfläche 66 Näpfchen von verschiedener Tiefe und Durchmessern eingearbeitet sind. Maße des Näpfchensteins: Gr. L. 1,75 m; gr. Br. 1,4 m; H. 1 m. | 28946156 | Weitere Bilder |

### Restrup 2
- ID: 28946673
- Grabhügelgruppe aus 39 Grabhügeln mit Dm. von 4,5 – 11 m; H. von 0,2 – 1,0 m. 4 Langhügel (L. bis 34 m; Br. bis 5 m; H. bis 0,5 m).

| Lage                       | Bezeichnung | Beschreibung                                                                                              | ID       | Bild |
| -------------------------- | ----------- | --- | -------- | ---- |
| 52° 35′ 2″ N, 7° 47′ 7″ O  | Restrup 2   | Durchmesser ca. 8 m und Höhe ca. 0,4 m. Rund. Flach gewölbt, Rand auslaufend.                             | 28946672 | BW   |
| 52° 35′ 1″ N, 7° 47′ 5″ O  | Restrup 3   | Durchmesser ca. 23 m und Höhe ca. 1,8 m. Rund. Tierbaue. Im westl. Bereich flache Einkuhlung von 3 × 3 m. | 28946671 | BW   |
| 52° 35′ 0″ N, 7° 47′ 5″ O  | Restrup 4   | Durchmesser ca. 9 m und Höhe ca. 0,8 m. Rund. Rand abgesetzt, im SW-Bereich flach auslaufend.             | 28946670 | BW   |
| 52° 35′ 0″ N, 7° 47′ 5″ O  | Restrup 5   | Durchmesser ca. 7 m und Höhe ca. 0,4 m. Rund. Flach gewölbt. Rand abgesetzt.                              | 28946669 | BW   |
| 52° 35′ 0″ N, 7° 47′ 3″ O  | Restrup 6   | Durchmesser ca. 4,5 m und Höhe ca. 0,2 m. Rund. Sehr flach.                                               | 28946668 | BW   |
| 52° 35′ 3″ N, 7° 47′ 7″ O  | Restrup 15  | Durchmesser ca. 5 m und Höhe ca. 0,2 m. Ehemals rund. Nördl. Hälfte von Weg angeschnitten.                | 28946663 | BW   |
| 52° 35′ 2″ N, 7° 47′ 8″ O  | Restrup 16  | Durchmesser ca. 6 m und Höhe ca. 0,3 m. Rund. Tierbaue.                                                   | 28946662 | BW   |
| 52° 35′ 3″ N, 7° 47′ 7″ O  | Restrup 17  | Durchmesser ca. 6 m und Höhe ca. 0,2 m. Rund. Tierbaue.                                                   | 28946661 | BW   |
| 52° 35′ 2″ N, 7° 47′ 7″ O  | Restrup 18  | Durchmesser ca. 6 m und Höhe ca. 0,3 m. Rund.                                                             | 28946660 | BW   |
| 52° 35′ 2″ N, 7° 47′ 7″ O  | Restrup 19  | Durchmesser ca. 7 m und Höhe ca. 0,4 m. Rund. Rand schwach abgesetzt. Tierbaue.                           | 28946659 | BW   |
| 52° 35′ 2″ N, 7° 47′ 6″ O  | Restrup 20  | Durchmesser ca. 6 m und Höhe ca. 0,3 m. Rund                                                              | 28946658 | BW   |
| 52° 35′ 3″ N, 7° 47′ 6″ O  | Restrup 21  | Durchmesser ca. 5 m und Höhe ca. 0,2 m. Nördl. Rand durch Wegebau angeschnitten.                          | 28946657 | BW   |
| 52° 35′ 3″ N, 7° 47′ 6″ O  | Restrup 22  | Durchmesser ca. 7 m und Höhe ca. 0,4 m. Rund.                                                             | 28946656 | BW   |
| 52° 35′ 3″ N, 7° 47′ 5″ O  | Restrup 23  | Durchmesser ca. 8 m und Höhe ca. 0,5 m. Ehemals rund. Nördl. Drittel durch Wegebau angeschnitten.         | 28946655 | BW   |
| 52° 35′ 2″ N, 7° 47′ 5″ O  | Restrup 24  | Größe ca. 18 × 4 m und Höhe ca. 0,5 m. Langhügel. Westl. Ende flach auslaufend, verwaschen.               | 28946654 | BW   |
| 52° 35′ 2″ N, 7° 47′ 4″ O  | Restrup 25  | Durchmesser ca. 7 m und Höhe ca. 0,4 m. Rund. Rand schwach abgesetzt. Tierbaue.                           | 28946556 | BW   |
| 52° 35′ 3″ N, 7° 47′ 3″ O  | Restrup 26  | Durchmesser ca. 6 m und Höhe ca. 0,3 m. Rund.                                                             | 28946555 | BW   |
| 52° 35′ 2″ N, 7° 47′ 4″ O  | Restrup 27  | Durchmesser ca. 6,5 m und Höhe ca. 0,4 m. Fast rund.                                                      | 28946554 | BW   |
| 52° 35′ 2″ N, 7° 47′ 4″ O  | Restrup 28  | Durchmesser ca. 9 m und Höhe ca. 0,7 m. Rund. Rand abgesetzt.                                             | 28946553 | BW   |
| 52° 35′ 2″ N, 7° 47′ 5″ O  | Restrup 29  | Durchmesser ca. 9 m und Höhe ca. 0,8 m. Fast rund.                                                        | 28946552 | BW   |
| 52° 35′ 2″ N, 7° 47′ 5″ O  | Restrup 30  | Durchmesser ca. 8 m und Höhe ca. 0,2 m. Fast rund.                                                        | 28946551 | BW   |
| 52° 35′ 1″ N, 7° 47′ 4″ O  | Restrup 31  | Durchmesser ca. 9 m und Höhe ca. 1 m. Fast rund. Tierbaue.                                                | 28946550 | BW   |
| 52° 35′ 1″ N, 7° 47′ 5″ O  | Restrup 32  | Durchmesser ca. 5 m und Höhe ca. 0,2 m. Rund.                                                             | 28946549 | BW   |
| 52° 35′ 1″ N, 7° 47′ 6″ O  | Restrup 33  | Durchmesser ca. 6 m und Höhe ca. 0,3 m. Fast rund.                                                        | 28946548 | BW   |
| 52° 35′ 1″ N, 7° 47′ 6″ O  | Restrup 34  | Durchmesser ca. 6 m und Höhe ca. 0,2 m. Rund.                                                             | 28946547 | BW   |
| 52° 35′ 1″ N, 7° 47′ 2″ O  | Restrup 35  | Größe ca. 34 × 5 m und Höhe ca. 0,5 m. Langhügel (ca. WNW-OSO-orientiert).                                | 28946546 | BW   |
| 52° 35′ 1″ N, 7° 47′ 2″ O  | Restrup 36  | Durchmesser ca. 4,5 m und Höhe ca. 0,2 m. Rund.                                                           | 28946545 | BW   |
| 52° 35′ 1″ N, 7° 47′ 4″ O  | Restrup 37  | Größe ca. 21 × 3,5 m und Höhe ca. 0,5 m. Langhügel (ca. WNW-OSO-orientiert).                              | 28946544 | BW   |
| 52° 35′ 1″ N, 7° 47′ 3″ O  | Restrup 38  | Durchmesser ca. 6 m und Höhe ca. 0,3 m. Fast rund.                                                        | 28946543 | BW   |
| 52° 35′ 0″ N, 7° 47′ 3″ O  | Restrup 39  | Durchmesser ca. 11 m und Höhe ca. 0,8 m. Rund. Kuppe abgeflacht, Rand abgesetzt.                          | 28946542 | BW   |
| 52° 35′ 0″ N, 7° 47′ 4″ O  | Restrup 40  | Durchmesser ca. 6 m und Höhe ca. 0,3 m. Fast rund.                                                        | 28946541 | BW   |
| 52° 35′ 0″ N, 7° 47′ 5″ O  | Restrup 41  | Durchmesser ca. 5,5 m und Höhe ca. 0,3 m. Rund.                                                           | 28946540 | BW   |
| 52° 35′ 0″ N, 7° 47′ 5″ O  | Restrup 42  | Durchmesser ca. 5 m und Höhe ca. 0,3 m. Rund.                                                             | 28946539 | BW   |
| 52° 35′ 0″ N, 7° 47′ 3″ O  | Restrup 43  | Größe ca. 30 × 5 m und Höhe ca. 0,5 m. Langhügel.                                                         | 28946538 | BW   |
| 52° 35′ 0″ N, 7° 47′ 4″ O  | Restrup 44  | Durchmesser ca. 8 m und Höhe ca. 0,5 m. Rund. Rand abgesetzt.                                             | 28946537 | BW   |
| 52° 34′ 59″ N, 7° 47′ 4″ O | Restrup 45  | Durchmesser ca. 8 m und Höhe ca. 0,5 m. Rund.                                                             | 28946536 | BW   |
| 52° 35′ 0″ N, 7° 47′ 2″ O  | Restrup 46  | Durchmesser ca. 9 m und Höhe ca. 0,6 m. Rund. Einkuhlung im östl. Bereich.                                | 28946535 | BW   |
| 52° 35′ 0″ N, 7° 47′ 3″ O  | Restrup 47  | Durchmesser ca. 7 m und Höhe ca. 0,4 m. Rund. Im Zentrum flache Mulde.                                    | 28946534 | BW   |
| 52° 35′ 0″ N, 7° 47′ 3″ O  | Restrup 48  | Durchmesser ca. 6 m und Höhe ca. 0,2 m. Rund.                                                             | 28946533 | BW   |

## Vechtel
| Lage                        | Bezeichnung          | Beschreibung                                                                               | ID       | Bild |
| --------------------------- | -------------------- | ------------------------------------------------------------------------------------------ | -------- | ---- |
| 52° 32′ 32″ N, 7° 37′ 32″ O | Vechtel 1, Grabhügel | Durchmesser ca. 15 m und Höhe ca. 2,1 m. Rund. Hoch gewölbt, Rand gut abgesetzt. Tierbaue. | 28946532 | BW   |